# Parque Morazán
El Parque Morazán, en San José, Costa Rica, es uno de los espacios urbanos más importantes de esta capital centroamericana, pues constantemente se utiliza para multitud de eventos y actividades culturales. Localizado entre calle 3 y avenida 7, en el distrito de El Carmen, está rodeado de importantes edificios históricos y sitios públicos, como el Edificio Metálico, la Casa de las Acacias, la Escuela Vitalia Madrigal, el Hotel Aurola Holliday Inn, la Casa Jiménez de la Guardia, el Edificio Maroy y el Parque España. Forma parte de un eje urbano que conecta el parque nacional con el Morazán a través del Paseo de los Damas, una de las principales avenidas de la capital costarricense. Bautizado en homenaje a Francisco Morazán, jefe de Estado del país durante 1842 y caudillo de la Unión Centroamericana, se destaca por su neoclásico Templo de la Música, construido por el arquitecto y pintor costarricense José Francisco Salazar y declarado Patrimonio Histórico Arquitectónico.

## Historia
Plaza La Laguna se llamó en un principio por levantarse en 1887 sobre un pequeño lago en el cual los habitantes de San José del siglo XIX obtenían el barro necesario para hacer los adobes con que construían sus casas.  Allí se celebraban las fiestas de Año Nuevo. Del lago, de origen artificial y conocido como el pozo de Villanueva, se tenía noticia al menos desde 1790. En 1808, el entonces gobernador español de la Provincia de Costa Rica, Tomás de Acosta, había urgido a las autoridades a desecar el lugar. A su alrededor había una acequia, llamada Las Arias, por lo que se habían comenzado a asentar algunas familias, formando un barrio que se denominó La Laguna.
Entre 1853 y 1856, el presidente Juan Rafael Mora Porras mandó construir la Fábrica Nacional de Licores en las vecindades de este barrio, lo que vino a consolidar la presencia habitacional en la zona. Por cuestiones de salubridad, en 1877, el gobierno adquirió los terrenos, desaguó la laguna y en 1881 destinó 1.500 pesos para la construcción de una plazoleta, vislumbrándose lo que sería el segundo parque josefino luego del Parque Central.
Tras fallecer en 1885 el presidente Próspero Fernández Oreamuno, la élite liberal de la época decidió construir un monumento para honrarlo. La obra se le encargó al escultor Francisco A. Durini Vassalli (tío del artista ítalo-suizo que dejó una gran huella en Quito) y el busto de mármol fue inaugurado el 10 de agosto de 1887 por el presidente Bernardo Soto Alfaro (después estuvo en la antigua plazoleta de la Iglesia La Merced, costado suroeste del actual Banco Central de Costa Rica, hasta que, a petición de su viuda Cristina Guardia Gutiérrez, fue trasladado a Alajuela, donde se encuentra hoy en el parque  que lleva el nombre del exmandatario). Seguidamente, se expropiaron los lotes cercanos al sitio para consolidar el espacio público, y los miembros del Ejecutivo, en una decisión nunca explicada, decidieron nombrar este espacio público en honor al general hondureño Francisco Morazán, quien había sido fusilado en la Plaza Principal, hoy Parque Central, el 15 de septiembre de 1842. Esto desató una gran polémica, debido al contraste entre ambos militares: mientras Morazán había sido un adalid de la unión centroamericana, Fernández se había preparado militarmente para defender la independencia de Costa Rica ante la intención del guatemalteco Justo Rufino Barrios de reconstruir la República Federal de Centroamérica por la fuerza. El gobierno, no obstante, guardó silencio y las obras encargadas al ingeniero Juan de Yongh continuaron.
En 1910 se levantó un elegante quiosco de planta octogonal y estampa art nouveau, encargo de la Comisión de Fiestas Cívicas, que luego sería reemplazado por el Templo de la Música actual.

## Templo de la Música
El Templo de la Música del Parque Morazán es una réplica casi exacta del Templo del Amor y la Música ubicado en el Palacio de Versalles, Francia. Fue construido por el arquitecto y pintor José Francisco Salazar para substituir al quiosco de madera localizado en el mismo sitio. Inaugurado el 24 de diciembre de 1920, en medio de la elección de la reina de los festejos populares de San José, ha sido escenario de numerosos discursos por parte de mandatarios, conciertos de la Sinfónica Nacional y de otras orquestas e incluso de actos de traspaso de poderes. En la actualidad es también sitio de múltiples actividades culturales, como el Festival Internacional de las Artes, el Transitarte o el programa Enamórate de tu ciudad. Fue declarado patrimonio histórico-arquitectónico de Costa Rica en 1975.

## Otros monumentos
Además del Templo de la Música, el Parque Morazán cuenta con otros monumentos:
- Efigie de Francisco Morazán: cabeza esculpida en bronce por el costarricense Fernando Calvo; colocada sobre un pedestal de cemento martelinado, tiene 35 cm de alto; fue instalada después de la remodelación del parque en 1993.[3]
- Monumento al Libertador de América Simón Bolívar: una de las cuatro copias de la estatua diseñada por el escultor italiano Pietro Tenerani (las otras están en Bogotá, Caracas y Hamburgo); de 1,7 m de alto aproximadamente, se eleva sobre un pedestal de piedra caliza y en cada uno de sus lados tiene sendas placas de mármol blanco con leyendas alusivas a Bolívar, fue obsequiada a Costa Rica por el coronel venezolano Ernesto Pérez Luna e inaugurada el 15 de septiembre de 1931 al costado Norte del parque y removida de su sitio original al menos en dos ocasiones.[3]
- Busto de Mauro Fernández Acuña, Benemérito de la Patria: busto de bronce de 73 cm de alto, obra del escultor costarricense Juan Portuguez Fucigna, fue fundido en los Talleres del Ferrocarril al Pacífico por Juan Harbottle Rojas e inaugurado el 19 de diciembre de 1943.[3]
- Busto al Libertador de Chile Bernardo O'Higgins: bronce sobre pedestal de cemento, tiene aproximadamente 70 cm de alto y es obra del escultor costarricense Luis Umaña Ruiz.[3]
- Placa-monumento a los combatientes y fallecidos en la Guerra de Coto,[4] y al Tratado de Límites entre Costa Rica y Panamá Calderón Guardia-Arias Madrid.
- Busto del expresidente argentino Domingo Faustino Sarmiento: datado en 1938 y colocado en el parque en los años 1950, esta escultura en bronce de unos 75 cm de lato es obra del argentino Luis Perlotti.[3]
- Monumento al exmandatario costarricense Julio Acosta García: obra del escultor italiano Leone Tommasi, el gobernante aparece sentado; la estatua mide 1,5 m de alto y tiene dos bajorrelives alegóricos de 95x1,30 cm que relacionados con la justicia, la sabiduría, la protección y la paz. El pedestal (3,6 m de ancho por 2,5 m de alto) es de placas de mármol travertino romano. Fechado en 1962, fue inaugurado el 14 de diciembre del año siguiente.[3]
- Monumento al expresidente costarricense Daniel Oduber Quirós: ubicada en el costado noreste del parque, el bronce, de 3,5 m de alto, fue esculpido por Olger Villegas Cruz sobre un pedestal de mármol y piedra; al pie de la estatua hay tres placas con frases del mandatario.[5]